# Sankt Stefan im Rosental
Sankt Stefan im Rosental, St. Stefan im Rosental – gmina targowa w Austrii, w kraju związkowym Styria, w powiecie Südoststeiermark. Liczy 3997 mieszkańców (1 stycznia 2015).